# Seahorse
Seahorse es una aplicación front-end de GNOME para la gestión de Claves PGP y SSH. Seahorse se integra con Nautilus, gedit y Evolution para el cifrado, descifrado y otras operaciones. Tiene soporte de claves HKP y LDAP. El programa se basa en GNU Privacy Guard (GPG) y se distribuye bajo la GNU General Public License.

## Características principales
- Creación y gestión de claves PGP.
- Creación y gestión de claves SSH.
- Publicar y recuperar las claves de los servidores de claves.
- Guarda sus contraseñas en una caché por lo que no tienes que volver a escribirla.
- Copia de seguridad de sus claves y conjunto de claves.

## Desarrolladores
La responsabilidad del mantenimiento y desarrollo de Seahorse ha cambiado de manos varias veces durante su vida útil.
- Nate Nielsen (0.7.4 - presente)
- Jacob Perkins (0.6.x - 0.7.3)
- Jose C. García Sogo (0.5.x)
- Jean Schurger